# Лозова (притока Самари)
Лозова — річка в Україні, у Синельниківському районі Дніпропетровської області. Ліва притока Самари (басейн Дніпра).

## Опис
Довжина річки 38 км, похил річки — 1,9 м/км. Площа басейну 214 км². На деяких ділянках пересихає.

## Розташування
Бере початок на північно-західній околиці Новолозуватівки. Тече переважно на північний захід через Роздори, Лозове, Росішки і у Миколаївці впадає в річку Самару, ліву притоку Дніпра.
Річку перетинають автошляхи Т 0428, E50М04